# 常熟理工学院虞山学院
常熟理工学院虞山学院，是常熟理工学院举办的普通全日制本科公有民办二级学院。2014年起停止招生。

## 专业设置
- 汉语言文学
- 英语
- 日语
- 朝鲜语
- 德语
- 市场营销
- 财务管理
- 旅游管理
- 电子科学与技术
- 机械工程及自动化
- 汽车服务工程
- 软件工程
- 自动化